# 西宾夕法尼亚
西宾夕法尼亚是宾夕法尼亚州的一个地区，涵盖该州的西半部。匹兹堡是该地区的主要城市，大都会区人口约240万，是该地区的经济和文化中心。伊利、阿尔图纳和约翰斯敦是该地区的其他大都会中心。截至2020年人口普查，宾夕法尼亚州西部的人口为3,753,944。
尽管联邦并未将宾夕法尼亚州西部指定为该州的官方地区，但自殖民时代的宾夕法尼亚省成立以来，由于其与该州第一个定居点费城的地理距离，以及其与宾夕法尼亚州东部（包括该地区的标志性阿巴拉契亚山脉）的地形分离，该州西部保留了独特的身份认同。宾夕法尼亚州西部的州最高法院除了州府哈里斯堡和最大城市费城外，还在匹兹堡开庭，进一步强化了其强烈的文化认同。

## 又见
- 纽约上州